# میرال
میرال (به انگلیسی: Miral) فیلمی محصول سال ۲۰۱۰ و به کارگردانی جولیان اشنابل است. در این فیلم بازیگرانی همچون هیام عباس، فریدا پینتو، یاسمین المصری، روبا جبرائیل، الکساندر صدیق، ویلم دفو، عمر متوالی، جولیان اشنابل، ونسا ردگریو، شریدی جبارین و جولیانو مر-خمیس ایفای نقش کرده‌اند.